# Fitbit
Fitbit, Inc. — американская корпорация, производитель потребительской электроники и носимых устройств для фитнеса и здоровья с одноименным брендом. В основной линейке продуктов компании находятся браслеты — фитнес-трекеры (смарт-браслеты), а также «умные» Wi-Fi-весы. Штаб-квартира находится в Сан-Франциско, штат Калифорния.
В 2019 году Google объявила о намерении купить Fitbit за 2,1 миллиарда долларов.

## Продукты
Характерная черта продуктов — наличие беспроводных модулей, позволяющих синхронизировать устройство через ноутбук или смартфон с облаком. Благодаря этому физическая активность пользователя устройств Fitbit доступна его друзьям, а также может быть получена и проанализирована на различных устройствах (приложение на смартфоне, веб-браузер) с доступом к сети Интернет.
Среди продуктов компании в основном находятся фитнес-трекеры, большинство из которых выполнены в виде браслета или умных часов. Кроме того, компания предлагает потребителю весы Fitbit Aria, синхронизирующие вес и долю жировой ткани с сервером Fitbit через Wi-Fi.

## Fitbit Charge HR
От своего предшественника — Fitbit Charge — эта модель отличается наличием встроенного светового датчика сердцебиения и улучшенным дизайном застежки браслета. Пульсометр добавил в продукт функции трекера сна.

## Fitbit Blaze
Fitbit анонсировала новый трекер под названием Fitbit Blaze на CES в январе 2015.
Blaze стал первым фитнес-трекером компании с цветным сенсорным экраном и позиционируется как «умные часы». Модель в основном ориентирована на людей, занимающихся спортом, однако Fitbit также предлагает сменные ремни из кожи и металла. При этом трекер содержит и такой функционал, как синхронизация оповещений от смартфона о звонках, текстовых сообщений и событий в календаре. Blaze использует так называемый connected GPS, то есть получает данные о географическом положении пользователя через Bluetooth-соединение с оснащенным GPS смартфоном.
Цены на продукт стартовали от $200 за версию со стандартным силиконовым ремешком, версия с кожаным браслетом на момент запуска была выше на $70, а с металлическим — на $100.

## Fitbit Charge 2
Это преемник «классического» трекера компании Fitbit Charge HR. Новый трекер, который выходит в сентябре 2016 года, оснащен GPS-модулем, а также улучшенным сенсором сердцебиения, позволяющим определить максимальный объем кислорода на массу веса.
Функция Relax позволит проводить дыхательные тренировки, а увеличенный по сравнению с предшественником дисплей отобразит больше информации одновременно. Управление трекером, при этом, останется прежним: одна аппаратная кнопка на боку корпуса.

## Fitbit Aria

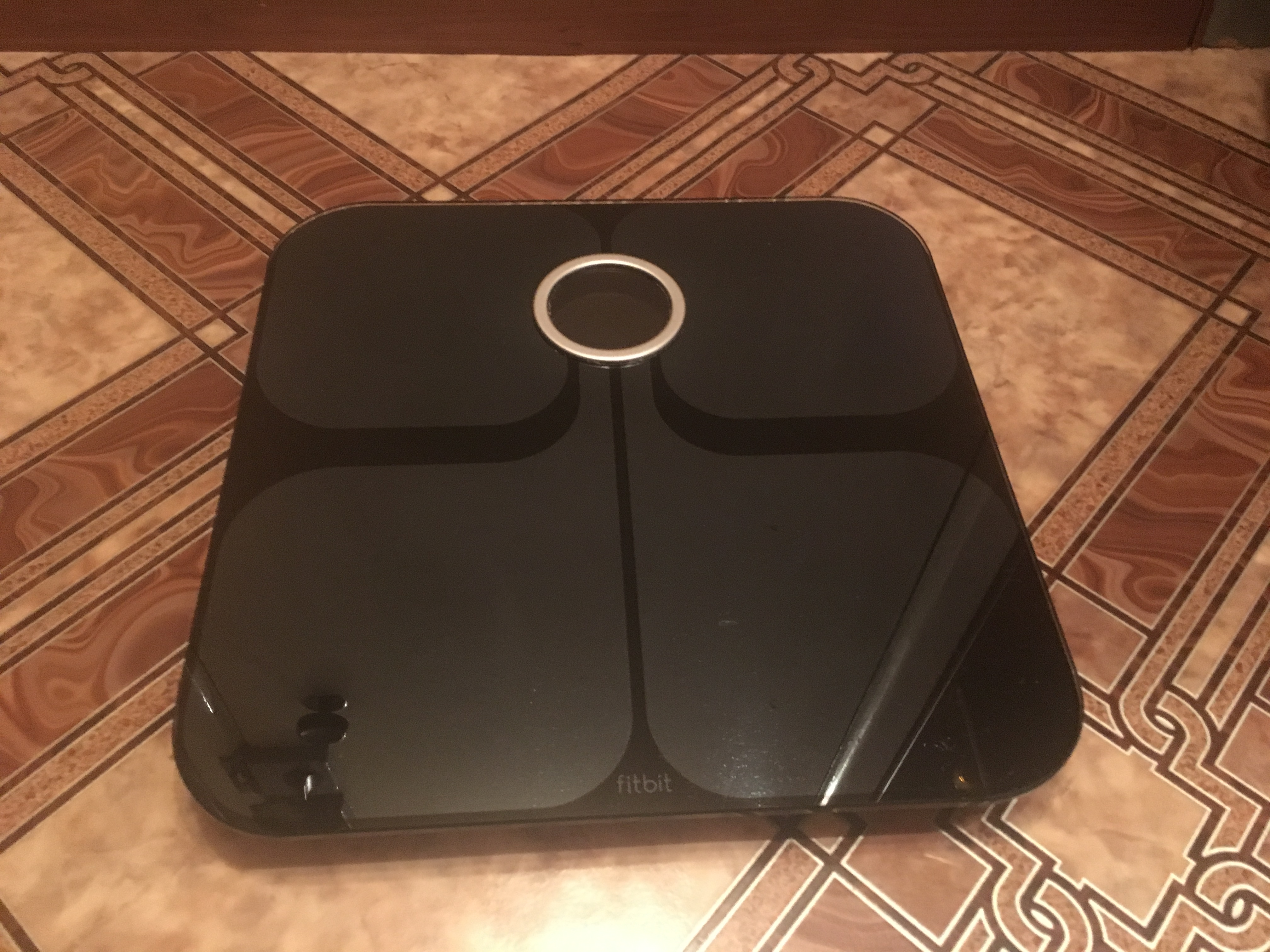
Fitbit Aria

Первый неносимый продукт компании — Fitbit Aria, представляющий из себя весы со встроенный модулем Wi-Fi. Весы позволяют проводить персонифицированные взвешивания до 5 пользователей.
В феврале 2016 года один из исследователей Google Project Zero, Тэвис Ормэнди, обнаружил уязвимость в весах, которая могла привести к подмене серверов синхронизации Fitbit злоумышленником на свои.

## Аксессуары
Серия фитнес-трекеров со съемными браслетами, таких как Blaze и Alta, позволили компании перейти на модель продаж «элитных» и разноцветных браслетов после продажи самих устройств и получать дополнительную прибыль.

## Веб-сайт
Fitbit предоставляет бесплатный доступ к своему веб-сайту fitbit.com, который можно использовать независимо от наличия купленного устройства компании. Сайт собирает информацию от доступных устройств, а также позволяет вручную вводить и отслеживать потребление калорий, воды, проводить мониторинг веса и прочих данных.